# Valdepiélago
Valdepiélago est une commune d'Espagne dans la province de León, communauté autonome de Castille-et-León. Elle s'étend sur 56,81 km2 et comptait environ 384 habitants en 2011.